# 凱恩戈姆山脈
凱恩戈姆山脈是位於蘇格蘭東部的山脈，屬於格蘭扁山脈的一部分，最高點海拔高度1,309米，山脈在4千萬前年形成，該地區錄得全國最低溫零下27.2攝氏度。为仅次本尼维斯山的不列颠群岛第二高峰。为烟晶（一种黄褐色石英）的主产地，英语中烟晶的别名亦称“cairngorm”。

## 外部連結
- The Badenoch and Strathspey Conservation Group（页面存档备份，存于）
- The Cairngorm Club（页面存档备份，存于）
- Cairngorms National Park（页面存档备份，存于）
- Cairngorms Park Info and Accommodation site
- Cairngorm Mountain（页面存档备份，存于）
- Ski Scotland（页面存档备份，存于）
- Highland-Instinct（页面存档备份，存于）
- Loch Morlich Watersports（页面存档备份，存于）
- RSPB Abernethy Forest
- Strathspey Steam Railway（页面存档备份，存于）
- Highland Native Wildlife Park（页面存档备份，存于）
- Walks in the Cairngorms（页面存档备份，存于）
- WinterHighland（页面存档备份，存于）
- Birdwatching Guide to the Scottish Highlands
- Fishing Guide to Scotland（页面存档备份，存于）
- Cairngorm Gliding Club（页面存档备份，存于）
- geography, geology, geomorphology
- Cairngorms Climate
- Cairngorms Gallery（页面存档备份，存于）

57°05′N 3°40′W / 57.083°N 3.667°W